# Barmhjertigheden
Barmhjertigheden (eller Barmhjertighedshuse) er en bebyggelse øst for Store Heddinge og tæt ved Stevns Klint. Den ligger i Store Heddinge Sogn, Stevns Kommune, Region Sjælland.
|  | Denne artikel om lokaliteten Barmhjertigheden kan blive bedre, hvis der indsættes et (bedre) billede. Du kan hjælpe ved at afsøge Wikimedia Commons for et passende billede eller lægge et op på Wikimedia Commons med en af de tilladte licenser og indsætte det i artiklen. |

55°18′14.54″N 12°26′27.7″Ø / 55.3040389°N 12.441028°Ø